# Be My Wife
«Be My Wife» es una canción escrita por el músico británico David Bowie. Fue el segundo sencillo del álbum Low, publicado el 17 de junio de 1977.
«Be My Wife» se convirtió en el primer lanzamiento de Bowie desde «Changes» en fallar al posicionarse en las listas de sencillos británicas, aunque alcanzó la posición 51 y apareció en el "Bubbling Under", en esa época las listas británicas solo recopilaban los 50 primeros puestos. Fue frecuentemente tocada en vivo en las giras posteriores a su lanzamiento y Bowie ha anunciado repetidamente la canción durante las presentaciones en vivo como «una de sus favoritas», como se puede ver y escuchar en filmación de conciertos o en grabaciones de audio.

## Video musical
«Be My Wife» es aparentemente el primer videoclip oficial desde «Life on Mars?». El video es similar: Bowie de pie frente a un fondo blanco cantando la canción solo. Sin embargo, el nuevo clip de Stanley Dorfman presenta a Bowie con maquillaje y vestimenta influenciada en Buster Keaton dando una interpretación irreverente e indiferente en una guitarra, que sí encaja con el sentimiento sincero generado por la canción.

## Versiones en vivo
- Una presentación grabada durante la gira Isolar II, fue publicada en el álbum Stage.[3]
- Una versión grabada en el Centro de Exhibiciones Earls Court en Londres durante la gira Isolar II el 1 de julio de 1978, fue incluida en Rarestonebowie y Welcome to the Blackout (Live London '78).[4]
- Una versión grabada en noviembre de 2003 durante la gira de A Reality fue publicada en el álbum, A Reality Tour, en 2010.[5]

## Otros lanzamientos
- La canción fue publicado como sencillo junto con «Speed of Life» como lado B el 17 de junio de 1977.[1]
- La canción ha aparecido en numerosos álbumes compilatorios de David Bowie:
  - Sound + Vision (1989)
  - The Singles Collection (1993)
- Fue publicada como un disco ilustrado en la caja recopilatoria  Life Time.[6]

## Otras versiones
- Momus – Turpsycore (2015)[7]
- Max Lorentz – Kiss You in the Rain – Max Lorentz sings David Bowie (2011)[8]

## Lista de canciones
Todas las canciones escritas por David Bowie.
1. «Be My Wife» – 2:56
2. «Speed of Life» – 2:47

## Créditos
Créditos adaptados desde las notas del álbum.
- David Bowie – voz principal, guitarra
- Ricky Gardiner – guitarra líder
- Carlos Alomar – guitarra rítmica
- George Murray – bajo eléctrico
- Dennis Davis – batería, percusión
- Roy Young – piano